# Distrito de Krujë
El distrito de Krujë (en albanés: Rrethi i Krujës) era uno de los 36 distritos de Albania. Tenía una población de 64,000 habitantes (2004) y una superficie de 372 km². Ubicado al centro del país, su capital era Krujë. Otros lugares en este distrito son Fushë-Krujë, Mamurras y Milot.